# Arge
Arge je v řecké mytologii jméno několika postav:
- Arge, lovkyně, když se chlubila že chytí jelena který běžel stejně jako vůz boha Hélia, bůh uražen jejími slovy ji proměnil v laň
- Arge, jedna ze dvou dívek z Hyperborea, které přišly do Délosu spolu s Apollónem a Artemis kde byl Déliany vyznamenáni do konce svého života
- Arge, nymfa z Lyttosu která byla unesena Diem který jí přenesl na horu Argyllus v Egyptě, kde porodila syna Dionýsa. Tato verze početí a porodu Dionýsa z díla Na Řekách
- Arge, jeden z Aktaiónových psů